# 汉斯-于尔根·德尔纳
汉斯-于尔根·德尔纳（德語：Hans-Jürgen Dörner，1951年1月25日—2022年1月19日），德国男子足球运动员，司职后卫。他曾代表东德国奥队参加1976年夏季奥林匹克运动会足球比赛，获得一枚金牌。